# Frederic I al Sfântului Imperiu Roman
Frederic I, numit Barbarossa (n. decembrie 1122, Haguenau, région Alsace⁠(d), Franța – d. 10 iunie 1190, Göksu, Provincia Karaman, Turcia), a fost ales la Frankfurt și încoronat la Aachen ca rege al romanilor (Rex Romanorum) în 1152, a fost încoronat rege al Italiei la Pavia în 1154 și a fost încoronat împărat al Sfântului Imperiu Roman în 1155. În 1178 a fost încoronat la Arles ca rege al Burgundiei.
A fost Duce de Suabia ereditar între 1147-1152 (ca Frederic al III-lea). A fost fiul lui Frederic al II-lea, Duce de Suabia din dinastia Hohenstaufen și al lui Judith, fiica lui Henric al IX-lea, Duce de Bavaria din familia rivală Welf. Acest lucru l-a făcut pe Frederic un candidat acceptabil pentru tronul regal al landurilor germane medievale.
A întreprins mai multe expediții în vederea cuceririi orașelor din nordul Italiei. În 1162 a cucerit și distrus Milano, dar în 1176 a fost învins de Liga Lombardă (Italia de nord) la Legnano. Prin pacea de la Konstanz (1183), el a recunoscut libertățile orașelor lombarde. În Germania, sprijinindu-se pe nobilimea mică și mijlocie, a înfrânt puterea principilor de Bavaria și Saxonia.
În perioada 1189-1190 a fost unul din conducătorii Cruciadei a III-a, împreună cu regii Filip al II-lea al Franței și Richard I al Angliei. În cursul expediției s-a înecat în râul Salef, în Asia Mică.